# 苗栗縣立照南國民中學
苗栗縣立照南國民中學，簡稱照南國中，位於苗栗縣竹南鎮公教路2號，學生總人數1435人，其特別之處在於其操場與鄰近的照南國小共用，故常可在下課時間見到國中生出現在同一個操場上的情景，該校創立於1969年，校地三．二四四一公頃.

## 教室狀況
具有各年級教室共49間，資優班三間，電腦教室兩間，導師室五間，科任導師室一間，輔導室一間，多媒體視聽中心一間，總務處一間，教務處一間，特教教室兩間，理化教室兩間，保健室一間，桌球室一間，活動中心及專科教室大樓各一棟，音樂教室兩間，本校設有蒸飯室一間，籃球場數座，實驗室兩間，蔣公銅像一座(蔣公銅像在興建新校舍時,已被拆除)。為了因應入學人數增加，故在原教師停車場處加蓋新校舍，已完工啟用多時。
原照南國中北棟因校舍老舊於104年2月拆除
106年4月完工9/20剪綵啟用今｛敦品樓｝
由於照南國中圖書館地處偏遠
現今改為在敦品樓｛敦品圖書館｝
敦品圖書館以誠品風格以及退休張凰謙老師捐贈書法字畫為風格。
敦品樓簡介：敦品樓興建量體為三層樓二十一間教室，大樓設計以學校傳統文化作為建築與景觀的延續，並融合學校願景及校本課程為設計概念主軸，其中敦品圖書館結合文學和空間美學成為幽雅的閱讀環境，每層樓有7間教室。
班級數（108學年度）：
1.普通班方面～國一（七年級）16班、國二（八年級）16班、國三（九年級，畢業班）17班，合計49班。
2.資優資源班：於106學年度增設1班。
3.特殊教育班方面～設置『身心障礙類』特殊教育班(“身障類特教班”)。

## 歷任校長
| 任期 | 姓名       | 任職日期  | 離職日期  | 備註                                                            |
| ---- | ---------- | --------- | --------- | --------------------------------------------------------------- |
| 1    | 張超先生   | 1969年8月 | 1974年8月 | 調職苗栗縣立致民國民中學                                        |
| 2    | 張國文先生 | 1974年8月 | 1980年3月 | 原苗栗縣立南庄國民中學校長轉任，調職苗栗縣立興華國民中學        |
| 3    | 顧海濱先生 | 1980年3月 | 1984年9月 | 原苗栗縣立南湖國民中學校長轉任，調職苗栗縣立興華國民中學        |
| 4    | 王坤源先生 | 1984年9月 | 1997年1月 | 原苗栗縣立頭屋國民中學校長轉任，屆齡退休                        |
| 5    | 鄭福源先生 | 1997年2月 | 2004年1月 | 原苗栗縣立維真國民中學校長轉任，調職苗栗縣立啟新國民中學        |
| 6    | 鄒義昌先生 | 2004年2月 | 2011年7月 | 原苗栗縣立大湖國民中學校長轉任，調職苗栗縣立興華高級中學        |
| 7    | 賴松蓬先生 | 2011年8月 | 2015年7月 | 原苗栗縣立南庄國民中學校長轉任，調職苗栗縣立建國國民中學 以退休 |
| 8    | 吳俊秀先生 | 2015年8月 | 2023年7月 | 原苗栗縣立南庄國民中學校長轉任，調職苗栗縣立苑裡高級中學        |
| 9    | 湯秀琴小姐 | 2023年8月 |           | 原苗栗縣立苗栗國中校長轉任                                      |

## 制服樣式
制服為
男生上衣—淺綠和白色構成，女生上衣—為粉紅及白色
，褲子—深藍色短褲及長褲，外套—白色為底袖子及領口處繡藍色，胸前有照南校徽
無運動專用服裝。

## 福利社
其原名為照南國中員工福利社（合作社），每位學生入學前皆會預繳10元的股份，於學期末在回饋給學生，但目前回饋金額有嚴重下跌的趨勢，從早期的500元到150元，現在只剩10元。其內部置有一個冷藏冰箱，一個冷凍櫃及蒸包子機一個，包子採用桂冠冷凍包子，其水採用金車公司出產的波爾礦泉水，及小包零食由（福壽食品公司）出產還有由旺旺公司出產的小包小饅頭，另外也有多種12元果汁飲品，也有24元的（統一公司）瑞穗鮮乳,早上有三明治，蔥抓餅，鐵蛋可供選擇，架上擺放基本文具學用品等，另有販售制服書包的服務，也販售學生請假用的假卡。

## 其他
校內另外設有數理資優班，人數約為40人。

## 外部連結
- 照南國中 （页面存档备份，存于）
- 國中會考 照南國中苗栗第一 （页面存档备份，存于）.台灣新生報.2019-06-11
- 照南國中敦品大樓暨敦品圖書館落成典禮[]
- 照南國中敦品樓圖書館 落成啟用 （页面存档备份，存于）.大紀元.2017-09-20
- 照南國中105會考榜首.自由時報 （页面存档备份，存于）
- 苗栗縣立照南國民中學的Facebook專頁